# Johannes Ernst Born
Johannes Ernst Born, auch Johann Ernst Born, (* 20. Dezember 1884 in Niederfähre bei Meißen; † 1958) war ein deutscher Bildhauer.

## Leben

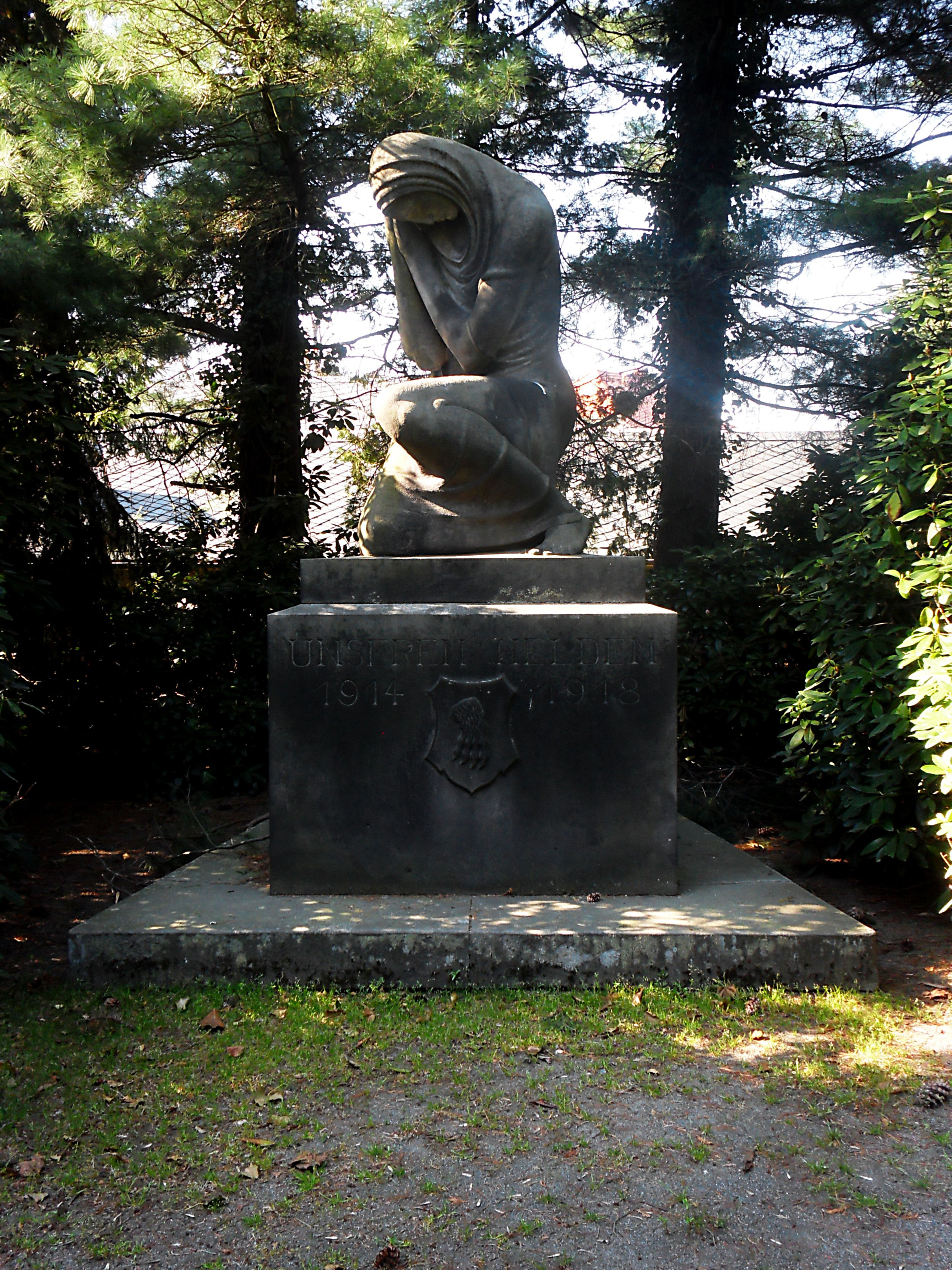
Kriegerdenkmal in Pulsnitz

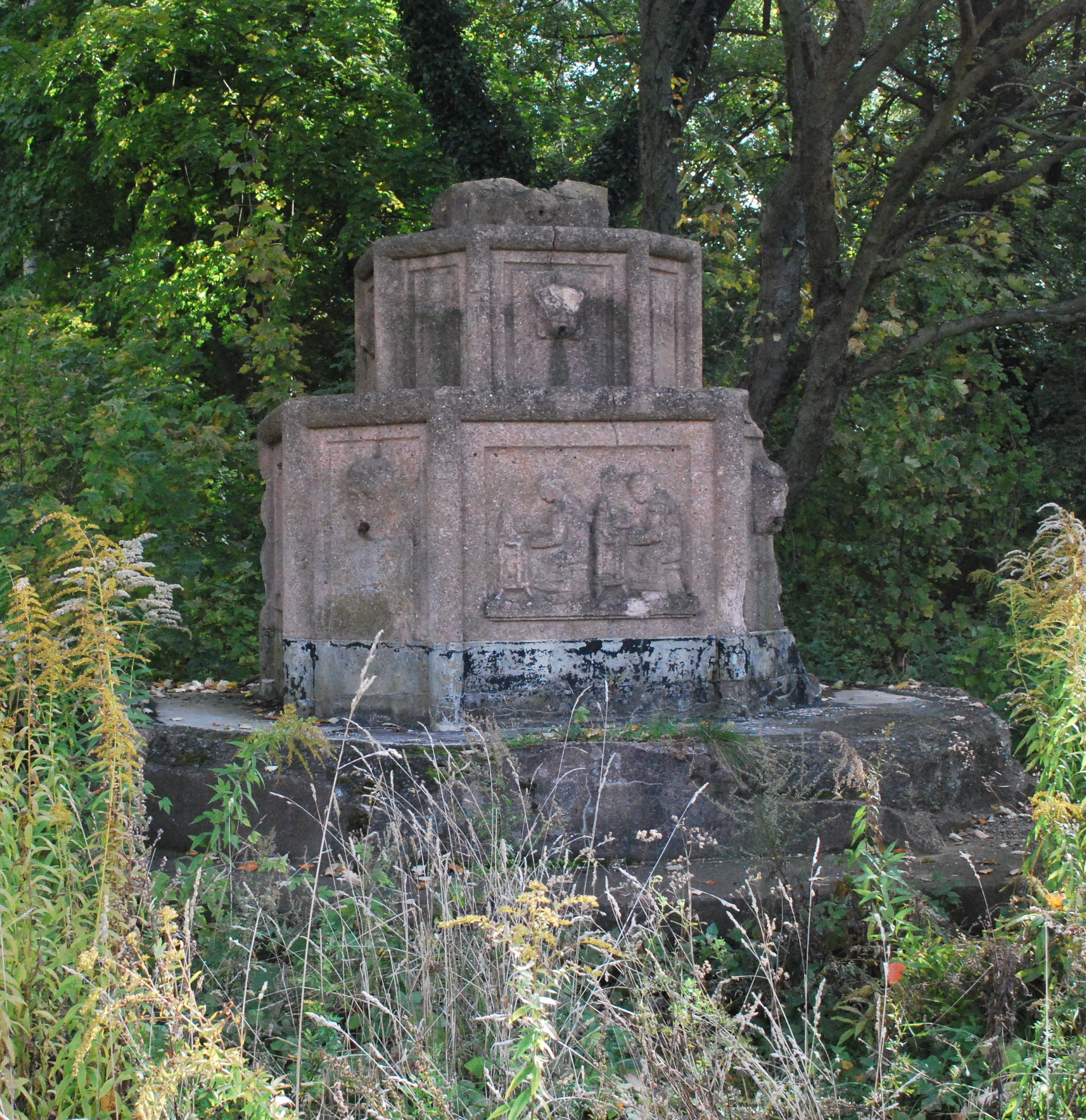
Tuchmacherbrunnen in Zasieki (Polen; bis 1945 zu Forst (Lausitz) gehörend)

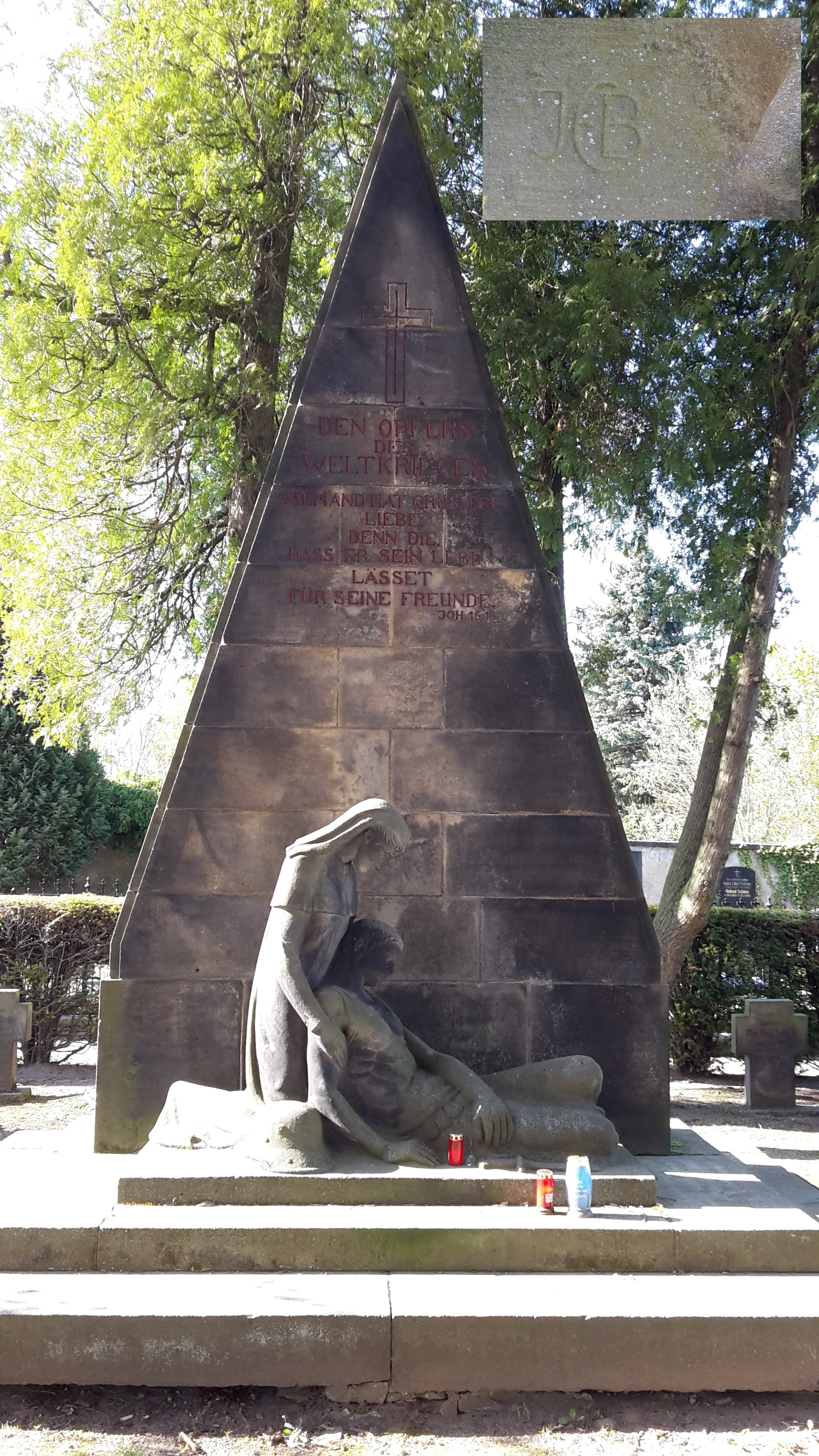
Krieger-Denkmal I. Weltkrieg in Großröhrsdorf

Born studierte von 1903 bis 1906 in Dresden an der Königlich Sächsischen Kunstgewerbeschule bei Karl Groß, danach von 1907 bis 1908 an der Dresdner Kunstakademie bei Georg Wrba. Er wirkte als Bildhauer in Dresden, wo er später selbst an der Kunstgewerbeschule unterrichtete. 
Von 1942 bis 1944 war Born mit insgesamt fünf Werken auf der Großen Deutschen Kunstausstellung in München vertreten.
Nach dem Zweiten Weltkrieg lebte und arbeitete Born in der Oberpfalz.

## Werke
- um 1910: plastischer Schmuck des Grabmals der Familie Küchenmeister auf dem Johannisfriedhof in Dresden-Tolkewitz, Wehlener Straße (Gesamtplanung von den Architekten Beyrich und Richter; erhalten)[1]
- 1910–1911: Wettbewerbsentwurf für ein König-Albert-Denkmal am Lauenturm in Bautzen (unter den drei prämierten Arbeiten, ausgeführt jedoch nach Entwurf von Walter Hauschild)
- 1920: Kriegerdenkmal für die Opfer des Ersten Weltkrieges (1914–1918) auf dem evangelischen Friedhof in Großröhrsdorf[2]
- 1921: Kriegerdenkmal für die Gefallenen des Reserve-Jäger-Bataillons Nr. 26 in Freiberg
- 1923: Tuchmacherbrunnen auf dem Rathenauplatz in Forst (Lausitz)
Der Brunnen entstand anlässlich des Neubaus der Langen Brücke über die Lausitzer Neiße und der Neugestaltung der beiden angrenzenden Plätze durch den Forster Stadtbaurat Rudolf Kühn.
- 1925: Bauplastik am Verwaltungsgebäude der Allgemeinen Ortskrankenkasse in Forst, Promenade 9 (Architekt: Rudolf Kühn; heute als Rathaus genutzt)
- 1928: Reliefs aus Klinkerformsteinen nach Motiven der Brüder Grimm am Wohngebäude „Märchenhaus“ in Finsterwalde, Friedrich-Hebbel-Straße 16–22 (gemeinsam mit den Bildhauern Paul Wachs und Paul Lindau; Architekt: Karl Dassel)[3]
- vor 1930: Kriegerdenkmal 1914–18 in Cossebaude[4][5]
- vor 1930: Kriegerdenkmal 1914–18 in Skassa[4][6]
- vor 1930: Kriegerdenkmal 1914–18 in Pulsnitz[4][7]
- 1932: Gedenkstein für Max Gross in Altenberg (Erzgebirge)
- 1936: Bronzefigur Jüngling mit Flügelrad vor dem Verwaltungsgebäude der Reichsbahndirektion Dresden, Wiener Straße 5b (Architekt: Richard Spröggel[8])
- 1936: Gedenktafel für Carl Gustav Carus an dessen Sterbehaus in Dresden, Carusstraße 18
- 1942: Plastik Speerwerferin, ausgestellt auf der Großen Deutschen Kunstausstellung 1942[9]
- 1943: Plastiken Jüngling mit Falken[10] und Erwachen, ausgestellt auf der Großen Deutschen Kunstausstellung 1943[11]
- 1944: Plastiken Büste des Malers Paul Groß und Stehender Knabe, ausgestellt auf der Großen Deutschen Kunstausstellung 1944[12]
- 1954: Skulptur des Hl. Florian, heute vor dem Historischen Feuerwehrmuseum in Neu Tramm[13]